# يان كولن
يان كولن (بالإنجليزية: Ian Colin)‏ هو ممثل بريطاني (وحمل سابقاً جنسية المملكة المتحدة لبريطانيا العظمى وأيرلندا)، ولد في 16 مايو 1910 في زامبيا، وتوفي في 1987.

## وصلات خارجية
- يان كولن على موقع IMDb (الإنجليزية)
- يان كولن على موقع قاعدة بيانات الفيلم (الإنجليزية)